# Anubias gilletii
Anubias gilletii là một loài thực vật có hoa trong họ Ráy (Araceae). Loài này được De Wild. & T.Durand mô tả khoa học đầu tiên năm 1901.